# Essere o non essere? Essere! Essere! Essere!
Essere o non essere? Essere, Essere, Essere! è il secondo e ultimo album del gruppo musicale Il Volo, pubblicato nel 1975 dalla Numero Uno in LP e Stereo8.

## Tracce
1. Gente in amore (M. Lavezzi, A. Radius) - 5:00
2. Medio Oriente 249.000 tutto compreso - Canto di lavoro (M. Lavezzi, A. Radius) - 5:44
3. Essere (Mogol, M. Lavezzi, G. Dall'Aglio) - 4:00
4. Alcune scene (G. Lorenzi, V. Tempera) - 6:14
5. Svegliandomi con te alle 6 del mattino (M. Lavezzi, A. Radius) - 5:14
6. Canti e suoni (G. Dall'Aglio) - 4:23

## Formazione
- Alberto Radius - voce, chitarra acustica, chitarra elettrica, sitar
- Mario Lavezzi - voce, chitarra acustica, chitarra elettrica, chitarra a 12 corde, mandolino
- Vince Tempera - tastiere, pianoforte, clavinet
- Gabriele Lorenzi - tastiere, organo Hammond, sintetizzatore
- Bob Callero - basso
- Gianni Dall'Aglio - batteria